# Ноум пописна област (Аљаска)
Ноум пописна област (енгл. Nome Census Area) насељено је место без административног статуса у америчкој савезној држави Аљаска.

## Демографија
По попису из 2010. године број становника је 9.492, што је 296 (3,2%) становника више него 2000. године.
| Група             | 2000.         | 2010.         |
| Белци             | 1.752 (19,1%) | 1.511 (15,9%) |
| Афроамериканци    | 35 (0,4%)     | 27 (0,3%)     |
| Азијати           | 62 (0,7%)     | 96 (1,0%)     |
| Хиспаноамериканци | 92 (1,0%)     | 115 (1,2%)    |
| Укупно            | 9.196         | 9.492         |